# Alain N'Kong
Alain Mosely N'Kong (Yaundé, Camerún, 6 de abril de 1979) es un exfutbolista camerunés, con nacionalidad mexicana que jugaba como mediocampista o delantero.

## Trayectoria
N'Kong ha jugado en ligas como la Primera División de España y la Primera División Mexicana. Tras su paso por la Major League Soccer, fue fichado por el Atlante y fue en la primera temporada que se consagró campeón de la liga, desempeñándose como un buen relevo del Atlante marcando goles importantes. Además fue el que anotó el primer gol en el Estadio Olímpico Andrés Quintana Roo.
Para el Torneo Clausura 2008, fue dado de baja del Atlante y después de tener una destacada participación con su selección en la Copa Africana de Naciones 2008 fichó al Union Sportive de Boulogne de la Ligue 2 de Francia.
Para el 2009, es contratado por los Indios de Ciudad Juárez llegando por segunda ocasión al Fútbol Mexicano como una importante contratación.
N'Kong siempre será recordado por la afición cancunense tras haber sido el jugador que anotó el primer gol del Atlante en el Estadio Olímpico “Andrés Quintana Roo” cuando éste cambió su sede a Quintana Roo y posteriormente consagrarse junto a los “Potros de Hierro” como campeones del Torneo Apertura 2007.

## Clubes
| Club                   | País           | Año         |
| ---------------------- | -------------- | ----------- |
| Canon Yaoundé          | Camerún        | 1999 - 2000 |
| SC Freamunde           | Portugal       | 2000 - 2001 |
| C.S.D. Villa Española  | Uruguay        | 2001 - 2002 |
| U. D. Las Palmas       | España         | 2002 - 2003 |
| F.C. Paços de Ferreira | Portugal       | 2003        |
| Nacional               | Uruguay        | 2004        |
| Colorado Rapids        | Estados Unidos | 2005 - 2007 |
| C.F. Atlante           | México         | 2007 - 2008 |
| U.S. Boulogne          | Francia        | 2008 - 2009 |
| C.F. Indios            | México         | 2009 - 2010 |
| Atjeh United F.C.      | Indonesia      | 2011        |
| Arema Malang           | Indonesia      | 2012 - 2013 |
| Persebaya Surabaya     | Indonesia      | 2013 - 2014 |
| Persepam Madura Utama  | Indonesia      | 2014        |

## Selección
Alan N´kong fue desde 2001 21 veces internacional con Camerún, marcando 10 goles, entre ellos el que dio el pase a su selección a la final de la Copa África de 2008.

## Palmarés
- Torneo de Apertura 2007 Mexicano, con Atlante.